# Søllested (plaats)
Søllested is een plaats in de Deense regio Seeland, gemeente Lolland, en telt 1513 inwoners (2007).